# Ptiliogonys
Ptiliogonys is een geslacht van zangvogels uit de familie van de Ptiliogonatidae. De wetenschappelijke naam van het geslacht is voor het eerst geldig gepubliceerd in 1827 door Swainson.

## Soorten
De volgende soorten zijn bij het geslacht ingedeeld:
- Ptiliogonys caudatus – Langstaartzijdevliegenvanger
- Ptiliogonys cinereus – Grijze zijdevliegenvanger